# 丁丁 (丁丁歷險記)
丁丁（/ˈtɪntɪn/，法語：[tɛ̃tɛ̃]）是比利时漫画家埃尔热创作的《丁丁历险记》系列漫画中的主人公。他是一名记者和冒险家，带着他的朋友与宠物环游世界。这个角色创作于 1929 年，并在比利时报纸中被介绍。他看起来是一个年轻人，大约 15 到 19 岁，圆脸和前面翘起一小片头发。丁丁头脑敏锐，能自卫，为人正直、正派、富有同情心、善良。通过他的调查、思考他总能解开谜团，完成冒险。
与其他角色不同，丁丁的衣饰总是正常且跟随地域变化的。埃尔热的清线风格让读者不仅可以被其吸引，也可以推测丁丁在故事中所处位置。
丁丁的创作者埃尔热于 1983 年去世，但这个角色仍然是一个受欢迎的漫画人物。丁丁的雕像和纪念壁画在比利时随处可见。丁丁这个人物已被改编成戏剧、广播、电视、故事片、动画电影，以及 2011 年由史蒂文·斯皮尔伯格执导的好莱坞电影《丁丁历险记 (电影)》。丁丁因为一些争议元素而受到批评，因其“非凡的精神”而受到其他人的尊重，并促使一些人将他们的职业生涯投入到他的研究中。

## 丁丁（Tintin）

### 背景
丁丁于1929年1月10日初次登场于杂志《Le Petit Vingtième》。这个人物很大程度上脱胎于埃尔热更早时期创造出的童子军形象Totor。但是在埃尔热不断成熟的创作过程中，丁丁的形象逐渐丰满而有个性。
丁丁的身份是少年记者，他总是不断穿梭于危险而紧张的国际事件之中，而他的善良、勇敢、机智和运气又总是让他能时时化险为夷，最终战胜邪恶的一方。一般来说，几乎每一个冒险故事都以丁丁接受调查任务为开端，随后各种悬疑、险情丛生。尽管埃尔热本人是比利时人，但是他并没有指定丁丁任何国籍，大概给读者一个印象丁丁是欧洲人。不过，在有些早期的书，比如《丁丁在刚果》和《黑岛》，丁丁的比利时国籍几乎是明确的。在《独角兽号的秘密》，读者可以在故事开头辨认出布鲁塞尔的街道。而布鲁塞尔也明确地出现在丁丁的家庭住址（见《丁丁在苏联》和《丁丁在西藏》）。
丁丁的年龄也从未明确过。在根据漫画书改编的卡通片，《独角兽号的秘密》一集中显示了丁丁护照上的出生年为1929年（也就是丁丁首次在杂志登场的年份）。有很多关于丁丁的报刊杂志推测丁丁的年龄为15岁。时代周刊称丁丁为少年（teenager），而丁丁的官方网站tintin.com则把他的年纪定位在16到18岁之间。但是原版漫画更把丁丁定位在更成熟的年轻人形象，主要表现在并无父母和学业的担忧，并且能单独环游世界。在《黑岛》，他的年龄明显可以让他自由出入酒吧并且喝酒。
丁丁的年龄在漫画里是固定的，尽管他曾经经历1935年的中国抗日战争（參見《蓝莲花》），也曾乘坐过波音707（參見《714航班》，1968年）。

## 外部連結
- Tintin.com，官方網站。（英文）